# Без семьи (фильм, 1984)
«Без семьи» — советский художественный телевизионный цветной фильм, снятый режиссёром Владимиром Бортко в 1984 году по одноимённому роману Гектора Мало.
Мелодраматическая история о подкидыше Реми. Учит его актёр-циркач с животными-актёрами.

## В главных ролях
- Саша Васильев — Реми
- Сос Саркисян — бродячий артист Виталис
- Ян Хвилер — Маттиа

## В ролях
- Елена Соловей — миссис Миллиган
- Эугения Плешките  — матушка Барберен, приёмная мать Реми
- Леонид Дьячков — Жером Барберен, приёмный отец
- Юстина Шервинскайте — Артур Миллиган
- Владимир Татосов — старьёвщик
- Юрий Эллер — Джеймс Миллиган
- Эрнст Романов — Гарафоли
- Валентин Букин — трактирщик
- Анатолий Сливников — полицейский
- Зиновий Гердт — Эспинассу
- Юрий Горобец — Дрискол
- Тамара Уржумова — миссис Дрискол

## В эпизодах
- Юрий Васильев — эпизод
- Валентина Панина — зрительница на представлении Виталиса
- Арсений Архипенко - сын Дрискола
- Дмитрий Брускин - представитель конторы "Грэсс и Гэлли"
- Регина Вернайте - монахиня
- А. Гуров — эпизод
- Валентин Дикуль — силач
- Лев Нехамкин - английский "дедушка" Реми
- А. Оболенский — эпизод
- Гоша Плюснин - сын Дрискола
- В. Фёдоров — эпизод
- Евгений Филатов - гость на сельской свадьбе
- Филипп Школьник — эпизод
- Костя Ширко — эпизод

## Вокальные партии исполняют
- Светлана Степченко
- Иосиф Кобзон
- Елена Камбурова

## Съёмочная группа
- Автор сценария: Наталья Бортко
- Режиссёр: Владимир Бортко
- Оператор: Эдуард Розовский
- Художник: Римма Наринян
- Композитор: Владимир Дашкевич
- Звукооператор: Наталия Аванесова
- Режиссёры: Б. Молочник, Н. Малькова
- Операторы: С. Дворцов, Т. Плюснина
- Монтаж: Л. Семëнова
- Художник-гримëр: В. Савельев
- Художник по костюмам: Л. Крюкова
- Комбинированные съëмки:

Оператор: М. Покровский, Художник: В. Соловьëв
- Дрессировка животных: Людмила и Лариса Ракитины
- Дирижёр: Станислав Горковенко
- Текст песен: Юлий Ким
- Режиссëрская группа: С. Ионова,Т. Лапина, В. Школьник
- Художник-декоратор: Т. Ложкомоева
- Редактор: Ю. Холин
- Цветоустановщик: И. Емельянова
- Административная группа: Г.Трилевская, Р. Проскурякова, В. Юмакова, А. Зерцалов
- Директора картины: Алексей Гусев, Пëтр Орлов